# Hergersberg
Hergersberg ist ein zu Manderfeld gehörender Ortsteil der Gemeinde Büllingen in Belgien.

## Beschreibung
Der Ort liegt in der Eifel unmittelbar an der Grenze zu Deutschland und dem Hellenthaler Ortsteil Losheim an der Nationalstraße N634.
Früher lag hier ein kleiner Grenzübergang mit einem Zollamt, in dem sich heute eine Modelleisenbahnausstellung befindet. Hergersberg ist ein touristischer Anziehungspunkt in der Nordeifel. Direkt an der Grenze befindet sich das Ardenner Center mit belgischem Supermarkt, Café, Bistro, Möbelhaus und Tankstelle und der Ardenner Cultur Boulevard mit der Krippenausstellung ArsKRIPPANA, der Puppenausstellung ArsFIGURA sowie der Modelleisenbahnausstellung ArsTECNICA. Das Möbelhaus entstand 1975 und bietet bis heute vor allem belgische Eichenmöbel. In den späteren 1970er Jahren wurden der Supermarkt und die Tankstelle gebaut und waren besonders durch in Belgien preiswerte Produkte wie Kraftstoff, Tabakwaren und Kaffee beliebte Ausflugsziele für deutsche Touristen. 
Unweit des Ortsrandes verläuft die Vennquerbahn, die seit 2015 als touristischer Radweg Weywertz und Jünkerath verbindet.